# Campus, Illinois
Campus är en ort (village) i Livingston County i Illinois. Vid 2010 års folkräkning hade Campus 166 invånare.